# Revò
Revò és un municipi italià, dins de la província de Trento. L'any 2007 tenia 1.261 habitants. Limita amb els municipis de Cagnò, Cles, Cloz, Laurein (BZ), Romallo, Rumo i Sanzeno.

## Administració
| Període | Identitat   | Partit        |
| ------- | ----------- | ------------- |
| 2004-   | Walter Iori | Llista cívica |